# Cinobaňa
Cinobaňa (in ungherese Szinóbánya) è un comune della Slovacchia facente parte del distretto di Poltár, nella regione di Banská Bystrica.